# Tischwäsche
Tischwäsche (englisch: table linen) ist ein Sammelbegriff für Tischdecken und Servietten aus Stoff, die allgemein bei den Mahlzeiten bzw. von den Servicekräften verwendet werden. Tischwäsche verleiht einem auf den Anlass abgestimmten Tisch ein gepflegtes Aussehen, das Sortiment umfasst: 
- Tischauflagen/Tischschutz (aus Molton)
- Tischdecken/Tafeltücher (sind wesentlich länger als Tischdecken)
- Mundservietten
- Deckservietten, auch Mitteldecken oder Decker genannt
- Tischläufer, Tischbänder, Tischschals
- Tischsets/Platzdeckchen
- Büfetttücher und -schürzen (sogenannte Skirtings)
- Hussen für Tische und Stühle
- Tischwäsche (Servicekraft):
  - Geschirrtuch/Küchentuch
  - Gläserpoliertuch
  - Handserviette (Servicetuch)[1][2][3]